# Església dels Dolors (Palafrugell)
L'església dels Dolors és la capella de l'Hospital Municipal de Palafrugell, situada al seu costat. Està inclosa en l'Inventari del Patrimoni Arquitectònic de Catalunya del municipi de Palafrugell (Baix Empordà).

## Descripció

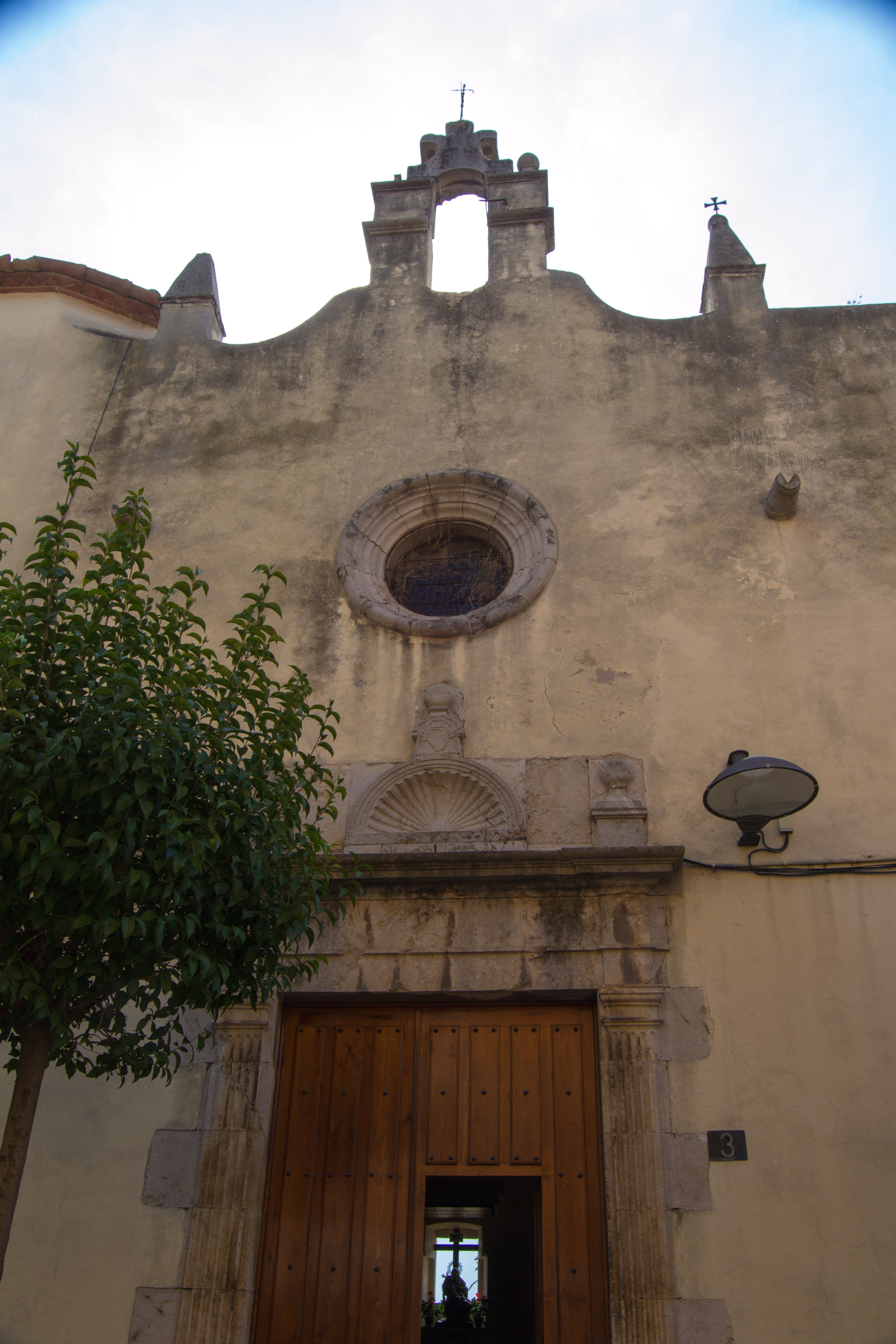
Façana

L'església està situada al costat dret de l'hospital de Palafrugell, al carrer Raval Inferior. Presenta una façana de tipologia senzilla, amb una gran porta rectangular d'inspiració clàssica emmarcada per pilastres que sostenen la llinda i una petita cornisa sobresortint. Al damunt, hi ha una petxina centrada, tres petits elements decoratius amb esferes, al centrals dels quals hi ha en relleu el Cor de la Mare de Déu dels Dolors. Un òcul emmarcat en pedra motllurada se situa al damunt de la porta. El conjunt es completa amb un coronament sinuós, amb un campanar de paret d'una sola obertura dintre i dos petits pinacles als costats.
La façana de l'església dels Dolors es troba arrebossada i emblanquinada. Únicament és visible la pedra d'emmarcament de les obertures i la de la portalada d'accés.

## Història
L'església dels Dolors, que forma part del conjunt de l'hospital de Palafrugell, és un edifici bastit durant la segona meitat del segle xviii, i presenta les característiques de les façanes d'aquell període, d'estil barroc.